# Ignazio Marchetti Melina
Ignazio Marchetti Melina o Melyna (Torino, ... – ...; fl. XIX secolo) è stato un nobile italiano, sindaco di Torino nel 1841.

## Biografia
Figlio di Vittorio Amedeo (1726-1812) e di Maria Turletti, fu cadetto d’artiglieria, decurione di Torino e commendatore. Nel 1823 sposò Paola Melina di Capriglio, figlia del conte Giuseppe, e nel 1839 fu nominato conte da Carlo Alberto di Savoia, con l’aggiunta del cognome Melina.
Dal matrimonio nacquero sei figli, tra i quali Gaetano Ferdinando, ufficiale dei bersaglieri e tenente generale.
Nel 1840 fu sindaco di Torino di seconda classe, a fianco di Giuseppe Pochettini di Serravalle. In quell’anno la città fu colpita da un’epidemia di vaiolo.
Fu anche mastro di Ragione (capo della Ragioneria, istituto composto dei maggiori consiglieri municipali con poteri amministrativi).